# Liste der Torschützenkönige des FIFA-Konföderationen-Pokals
Die Liste der Torschützenkönige des FIFA-Konföderationen-Pokals umfasst alle Torschützenkönige des 1992 und 1995 noch als König-Fahd-Pokal ausgetragenen Wettbewerbs. Gelistet werden die Torschützen mit den meisten Treffern je Turnier, unabhängig davon, ob sie bei der durch die FIFA durchgeführten Wahl zum „Goldenen Schuh“ obsiegten, da dort auch die Zahl der Vorlagen bzw. Spielminuten (1999 und 2001) über die Platzierung entschied. Bisher gelang es keinem Spieler den Titel zweimal zu erringen. Rekordtorschütze in einem Turnier ist der Brasilianer Romário, der 1999 sieben Tore erzielte.

## Torschützenkönige
| 1992                                   | Bruce Murray Gabriel Batistuta                                                                        | 2 |
| 1995                                   | Luis García                                                                                           | 3 |
| 1997                                   | Romário                                                                                               | 7 |
| 1999                                   | Ronaldinho Cuauhtémoc Blanco Marzouk al-Otaibi                                                        | 6 |
| 2001                                   | Éric Carrière Robert Pires Hwang Sun-hong Patrick Vieira Sylvain Wiltord Shaun Murphy Takayuki Suzuki | 2 |
| 2003                                   | Thierry Henry                                                                                         | 4 |
| 2005                                   | Adriano                                                                                               | 5 |
| 2009                                   | Luís Fabiano                                                                                          | 5 |
| 2013                                   | Fernando Torres Fred                                                                                  | 5 |
| 2017                                   | Timo Werner Leon Goretzka Lars Stindl                                                                 | 3 |
| Jeweils auch Turniersieger Rekordmarke | |   |

1. 1 2 3 4 5  Jeweils bei Torgleichheit wurde der Spieler mit den meisten Vorlagen mit dem "Goldenen Schuh" der FIFA ausgezeichnet.

### Ranglisten
Bisher gelang es keinem Spieler den Titel des Torschützenkönigs zweimal zu gewinnen bzw. zu verteidigen. Die Rangliste der Länder wird derzeit angeführt von Brasilien mit vier gefolgt von Frankreich mit drei Titeln, die der Konföderationen, welche die Länder repräsentieren, von der CONMEBOL und der UEFA mit je fünf Titeln.
| Rang | Land        | Titel |
| ---- | ----------- | ----- |
| 1    | Brasilien   | 4     |
| 2    | Frankreich  | 3     |
| 3    | Argentinien | 1     |
| 3    | Deutschland | 1     |
| 3    | Mexiko      | 1     |
| 3    | Spanien     | 1     |

| Rang | Konföderation | Titel |
| ---- | ------------- | ----- |
| 1    | CONMEBOL      | 5     |
| 1    | UEFA          | 5     |
| 3    | CONCACAF      | 1     |